# Claudia Roth
Claudia Roth (ur. 15 maja 1955 w Ulm) – niemiecka polityczka i działaczka społeczna, posłanka do Parlamentu Europejskiego III i IV kadencji, deputowana do Bundestagu, w latach 2013–2021 jego wiceprzewodnicząca, w latach 2001–2002 i 2004–2013 współprzewodnicząca Zielonych, w latach 2021–2025 minister stanu w Urzędzie Kanclerza Federalnego.

## Życiorys
W 1974 zdała egzamin maturalny. Podjęła studia z zakresu teatrologii na Uniwersytecie Ludwika i Maksymiliana w Monachium, które przerwała po dwóch semestrach. Pracowała w teatrze miejskim w Dortmundzie oraz w Hoffmans Comic Teater w Unnie. W latach 1982–1985 była menedżerką zespołu rockowego Ton Steine Scherben.
W latach 1971–1990 należała do lewicowej organizacji młodzieżowej JD/JL, związanej do 1983 z Wolną Partią Demokratyczną. Od 1985 do 1989 pełniła funkcję rzecznika prasowego frakcji Zielonych w Bundestagu, w 1987 została członkinią tego ugrupowania.
W 1989 i 1994 wybierana na posłankę do Parlamentu Europejskiego, w którym zasiadała do 1998. Była członkinią Grupy Zielonych w PE, zajmowała stanowisko jej wiceprzewodniczącej (1989–1981) i przewodniczącej (1994–1998). Pracowała m.in. w Komisji ds. Młodzieży, Kultury, Edukacji, Środków Masowego Przekazu i Sportu oraz Komisji ds. Swobód Obywatelskich i Spraw Wewnętrznych.
Zrezygnowała z zasiadania w PE w 1998 w związku z wyborem na posłankę do Bundestagu. Z niemieckiego parlamentu odeszła w 2001, kiedy to została wybrana na przewodniczącą Zielonych (obok Fritza Kuhna). W 2002 zrezygnowała z przywództwa w partii, kiedy to ponownie uzyskała mandat deputowanej do Bundestagu. Z powodzeniem ubiegała się o poselską reelekcję w wyborach w 2005, 2009, 2013, 2017, 2021 i 2025.
W 2004 powróciła na funkcję przewodniczącej swojego ugrupowania, łącząc już ją z wykonywaniem obowiązków poselskich. Do 2008 kierowała Zielonymi z Reinhardem Bütikoferem, następnie do 2013 z Cemem Özdemirem. Odeszła z tego stanowiska, uzyskując następnie wybór na wiceprzewodniczącą niższej izby niemieckiego parlamentu. Funkcję tę utrzymała również w 2017 i 2021.
Członkini różnych organizacji społecznych w tym Humanistische Union i Pro Asyl. Działaczka na rzecz osób LGBT w ramach Lesben- und Schwulenverband in Deutschland, uczestniczka m.in. warszawskiej Parady Równości w 2005. W 2020 objęła patronatem Maryję Kalesnikawą, białoruskiego więźnia politycznego.
W grudniu 2021 powołana na stanowisko ministra stanu w Urzędzie Kanclerza Federalnego, odpowiadając za sprawy kultury i mediów; sprawowała tę funkcję do 2025.